# Championnat d'Ukraine de rugby à XV 2021
 (juin 2025).
Motif : Coquille vide sans rédaction ni la moindre source. L'article principal (à compléter) devrait être suffisant pour aborder cette compétition
- Archive Wikiwix
- Bing
- Cairn
- DuckDuckGo
- E. Universalis
- Gallica
- Google
- G. Books
- G. News
- G. Scholar
- Persée
- Qwant
- (zh) Baidu
- (ru) Yandex
- (wd) trouver des œuvres sur Wikidata

| 1. | Préciser le motif de la pose du bandeau. | Précisez le motif de la pose du bandeau en utilisant la syntaxe suivante : {{admissibilité à vérifier\|date=juin 2025\|motif=remplacez ce texte par le motif}}                                                |
| 2. | Informer les utilisateurs concernés.     | Pensez à avertir le créateur de l'article, par exemple, en insérant le code ci-dessous sur sa page de discussion : {{subst:avertissement admissibilité à vérifier\|Championnat d'Ukraine de rugby à XV 2021}} |

Navigation
Championnat d'Ukraine 2020 Championnat d'Ukraine 2022
Le championnat d'Ukraine de rugby à XV 2021 (ou Superliga 2021) est une compétition de rugby à XV qui oppose les sept meilleurs clubs ukrainiens. La compétition se déroule en une poule unique avec matchs aller-retour. Dominateur toute la saison, le RC Olymp est titré à deux journées de la fin. Le RC Antares déclare forfait pour les derniers matchs de la saison en raison de problèmes financiers, et est relégué en seconde division.

## Clubs participants
| Olymp Kredo-63 Polytechnic Odessa Podillya Sokol Antares Polytechnic Kiev |

| Équipe                   | Ville        | Stade                                            | Capacité |
| ------------------------ | ------------ | ------------------------------------------------ | -------- |
| RC Olymp                 | Kharkov      | Stade Dinamo (en)                                | 8 000    |
| RC Polytechnic Odessa    | Odessa       | Rugby stadium of the Odessa Sports Academy       | 500      |
| RC Podillya Khmelnytskyi | Khmelnytskyi | Stadion Khmelʹnytsʹoho Politekhnichnoho Koledzhu | 500      |
| RC Sokol                 | Lviv         | Stadion Yunistʹ                                  | 5 000    |
| RC Antares               | Kiev         | Stadion VPS                                      | 5 000    |
| RC Polytechnic Kiev      | Kiev         | Stadion VPS                                      | 5 000    |
| RC Kredo-63              | Odessa       | Rugby stadium of the Odessa Sports Academy       | 500      |

## Résumé des résultats
| Rang | Club                  | J  | V  | N | D  | Bo | Bd | Pm  | Pe  | Diff | Pts |
| ---- | --------------------- | -- | -- | - | -- | -- | -- | --- | --- | ---- | --- |
| 1    | RC Olymp (T)          | 12 | 12 | 0 | 0  | 11 | 0  | 672 | 78  | +594 | 59  |
| 2    | RC Kredo-1963         | 12 | 9  | 0 | 3  | 4  | 1  | 356 | 217 | +139 | 41  |
| 3    | RC Polytechnic Kiev   | 12 | 7  | 0 | 5  | 3  | 2  | 229 | 249 | -20  | 33  |
| 4    | RC Podillya           | 12 | 5  | 0 | 7  | 3  | 3  | 271 | 308 | -37  | 26  |
| 5    | RC Polytechnic Odessa | 12 | 4  | 0 | 8  | 0  | 1  | 206 | 349 | -143 | 17  |
| 6    | RC Sokol              | 12 | 3  | 0 | 9  | 1  | 3  | 181 | 375 | -194 | 16  |
| 7    | RC Antares            | 12 | 2  | 0 | 10 | 0  | 0  | 117 | 456 | -339 | 8   |

|  | Champion (no 1)          |
|  | Relégué (no 7)           |
|  | T : tenant du titre 2020 |

Attribution des points : victoire sur tapis vert : 5, victoire : 4, match nul : 2, défaite : 0, forfait : -2 ; plus les bonus (offensif : 4 essais marqués ; défensif : défaite par 7 points d'écart ou moins).

## Résultats détaillés
L'équipe qui reçoit est indiquée dans la colonne de gauche.	
| Clubs                    | ANT   | KRE   | OLY   | PKI   | POK   | POD   | SOK   |
| ------------------------ | ----- | ----- | ----- | ----- | ----- | ----- | ----- |
| RC Antares               |       | 14-27 | 6-59  | 19-29 | 22-13 | 0-30  | 18-36 |
| RC Kredo-1963            | 30-0  |       | 14-35 | 33-15 | 32-30 | 43-26 | 55-0  |
| RC Olymp                 | 92-3  | 23-15 |       | 42-8  | 66-9  | 85-9  | 110-3 |
| RC Polytechnic Kiev      | 13-15 | 24-19 | 3-36  |       | 30-28 | 29-8  | 26-8  |
| RC Podillya Khmelnytskyi | 48-14 | 29-37 | 5-46  | 13-10 |       | 22-19 | 35-10 |
| RC Polytechnic Odessa    | 30-0  | 12-39 | 0-38  | 16-25 | 22-17 |       | 20-17 |
| RC Sokol                 | 49-6  | 9-12  | 3-40  | 12-17 | 0-22  | 34-14 |       |

|  | Victoire à domicile |  | Match nul |  | Défaite à domicile |